# 磐城浅川駅
磐城浅川駅（いわきあさかわえき）は、福島県石川郡浅川町大字浅川字本町西裏（もとまちにしうら）にある、東日本旅客鉄道（JR東日本）水郡線の駅である。
水郡線の駅の中では、最も標高が高い場所に位置する。

## 歴史
- 1934年（昭和9年）12月4日：開業[1]。
- 1970年（昭和45年）10月1日：貨物の取り扱いを廃止[1]。
- 1983年（昭和58年）6月1日：水郡線のCTC化により、無人化[3]。荷物の扱いを廃止（ただし、新聞紙に限り、到着特別扱小荷物として存続）[4]。駅舎内の売店に乗車券発売を委託した簡易委託駅となる。
- 1984年（昭和59年）2月1日：到着特別扱小荷物（新聞紙）を廃止[1]。
- 1987年（昭和62年）4月1日：国鉄分割民営化により、JR東日本の駅となる[1]。
- 2014年（平成26年）12月21日：始発列車より、上下線とも1番線（駅舎側）に統一され、跨線橋を渡る2番線（郡山方面ホーム）が使用停止となる。
- 2017年（平成29年）9月：駅舎の老朽化のため、駅舎の改築工事が着工。
- 2018年（平成30年）2月：新駅舎の供用を開始。

## 駅構造
単式ホーム1面1線を有する地上駅で、水郡線統括センター（常陸大子駅）管理の簡易委託駅である。
かつては相対式ホーム2面2線を有しており、互いのホームは跨線橋で連絡していた。2014年（平成26年）12月21日より現行の1面1線の形態となり、跨線橋および旧2番線の線路は撤去されている。

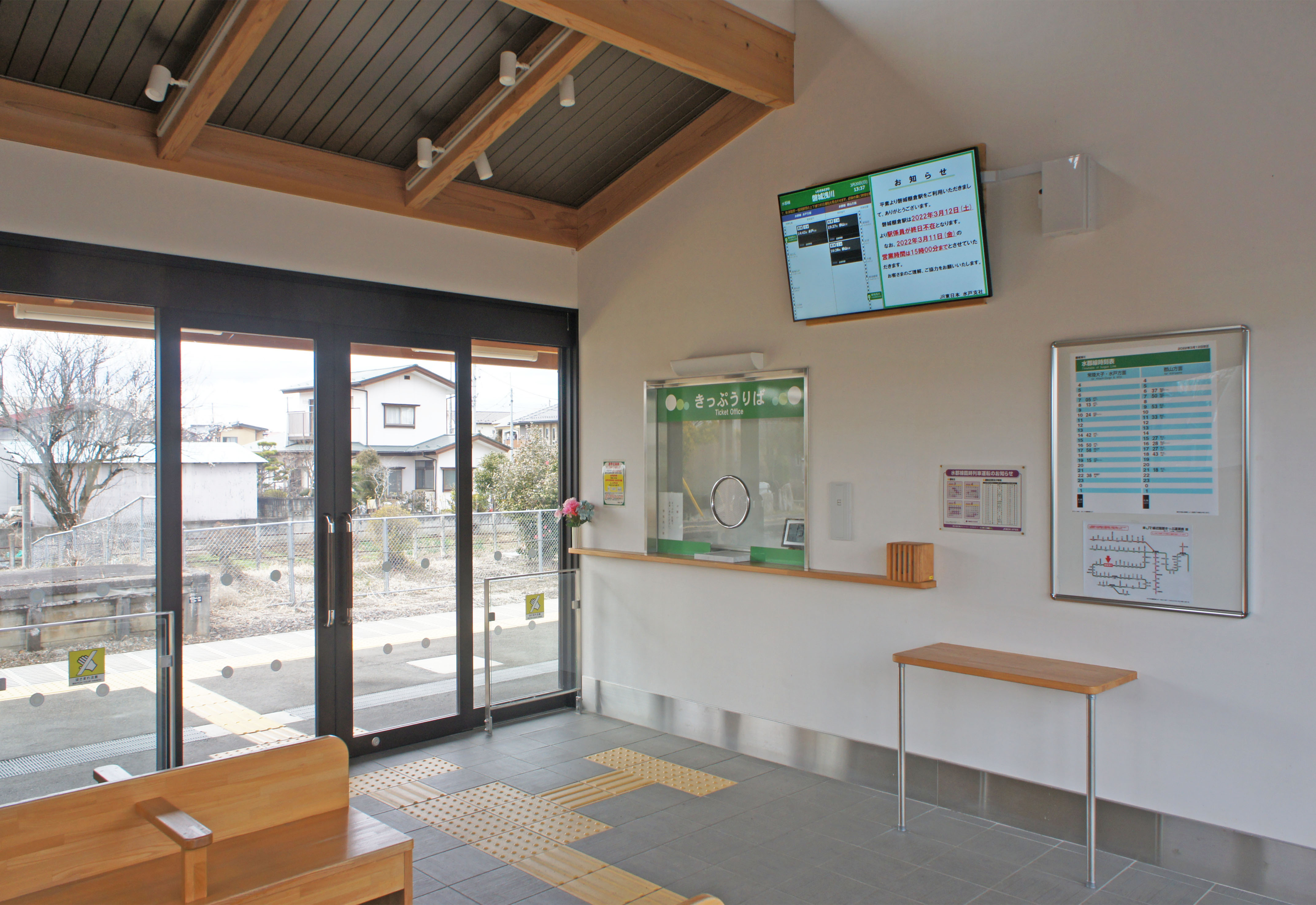
改札口（2022年3月）
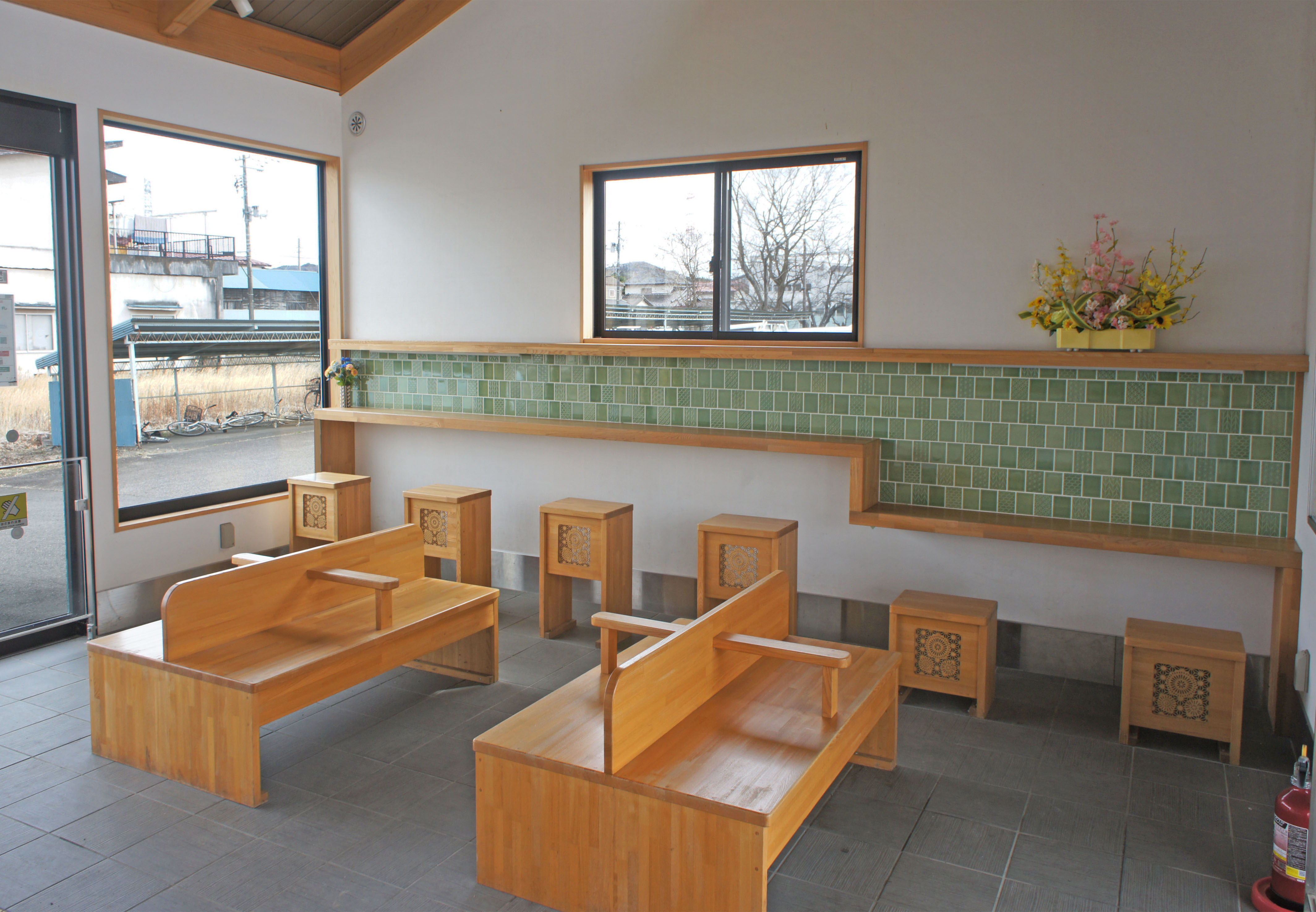
待合室（2022年3月）
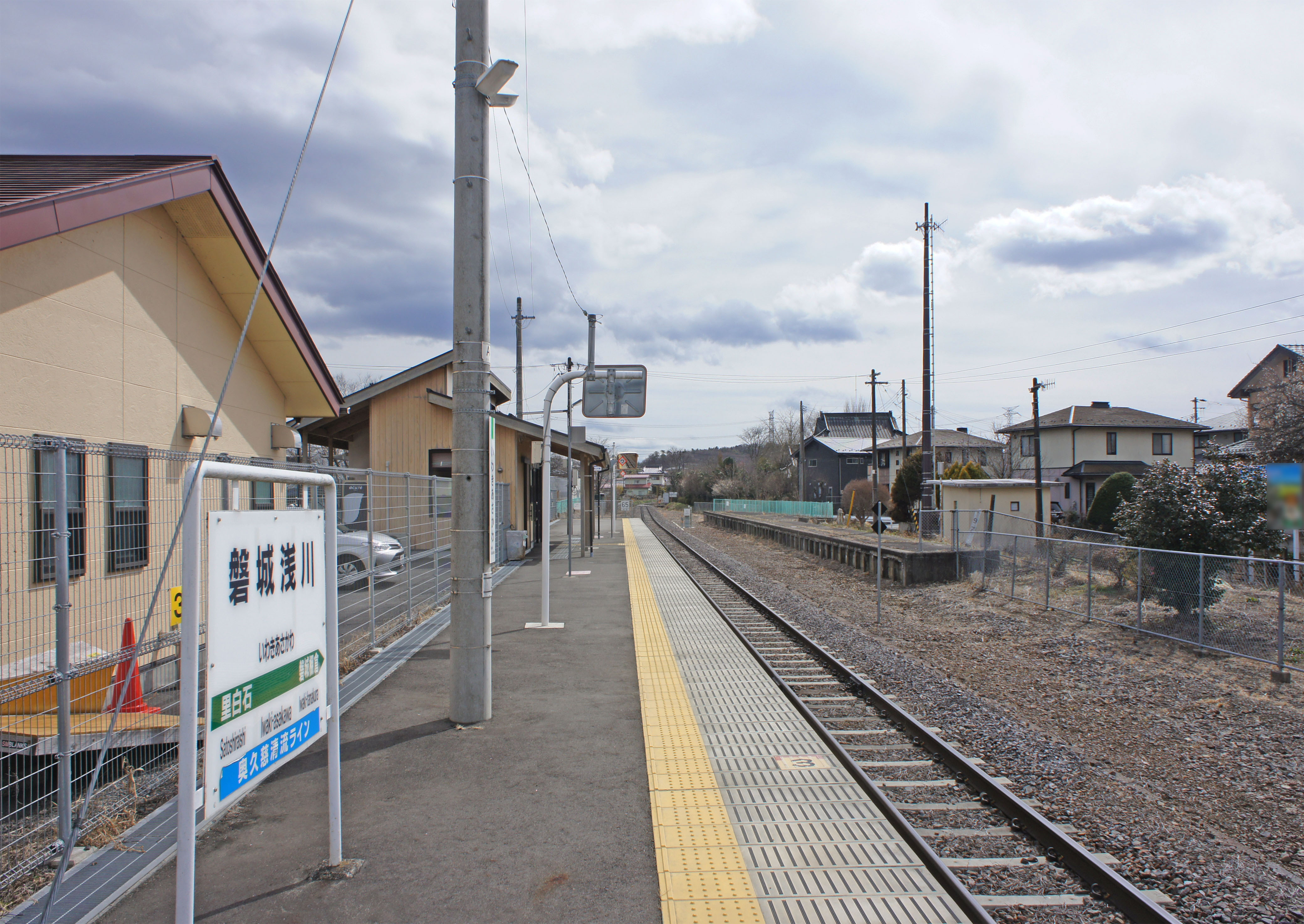
棒線化後のホーム（2022年3月）
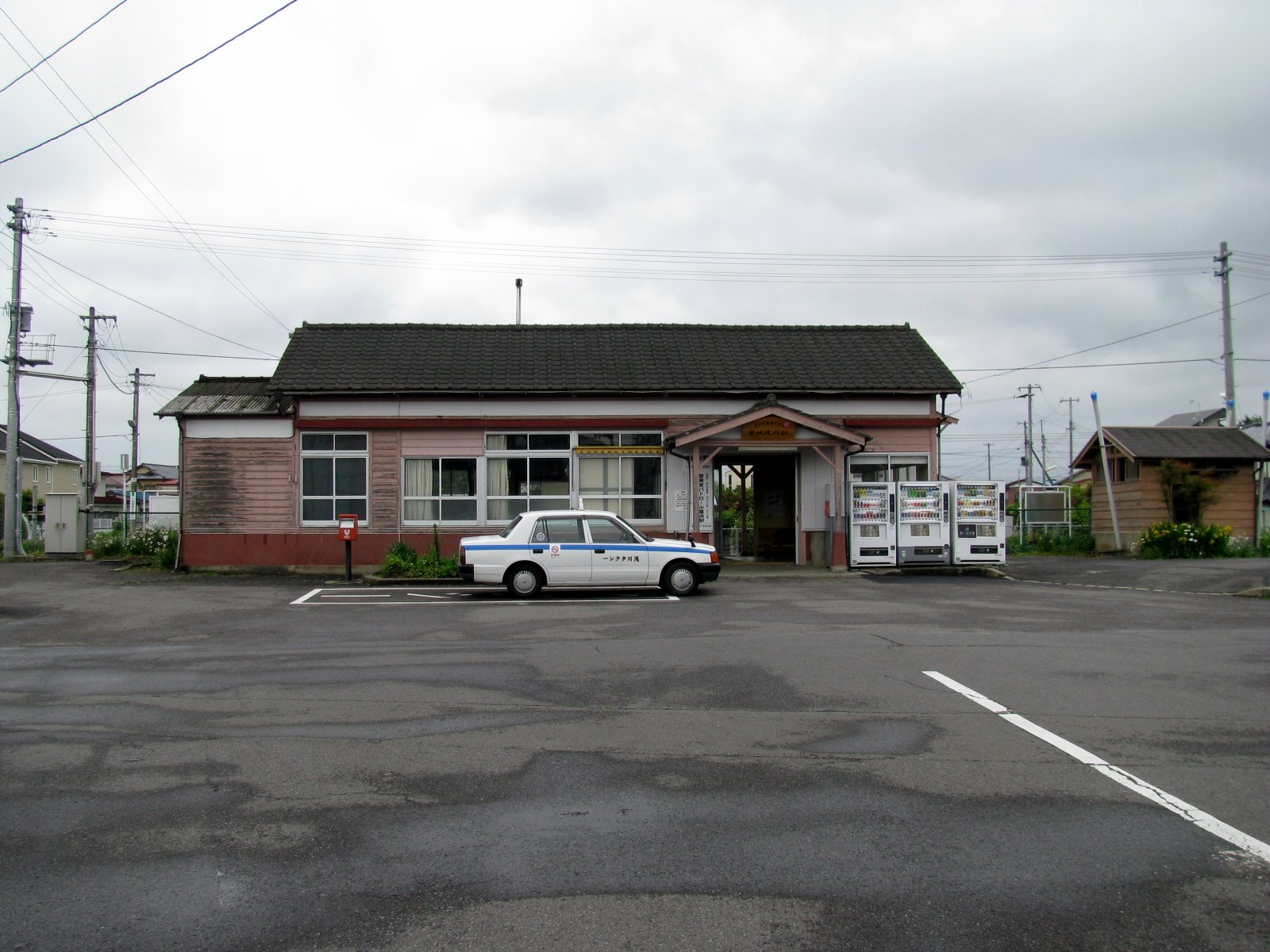
旧駅舎（2008年5月）
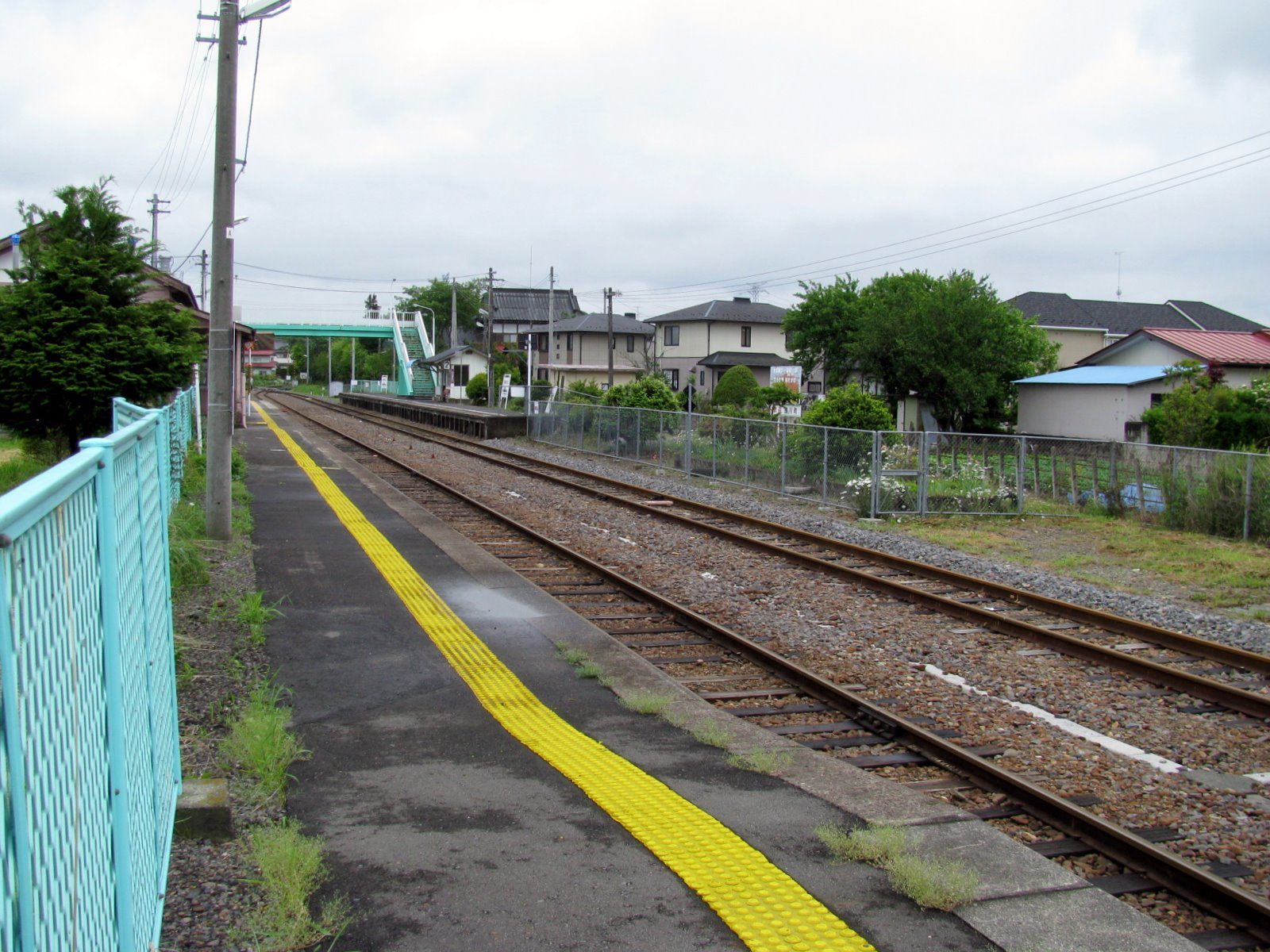
2面2線時代のホーム（2008年5月）

## 利用状況
JR東日本によると、2023年度（令和5年度）の1日平均乗車人員は144人である。
2001年度（平成13年度）以降の推移は以下のとおりである。
| 1日平均乗車人員推移 | 1日平均乗車人員推移 | 1日平均乗車人員推移 | 1日平均乗車人員推移 | 1日平均乗車人員推移 |
| 年度                | 定期外              | 定期                | 合計                | 出典                |
| ------------------- | ------------------- | ------------------- | ------------------- | ------------------- |
| 2001年（平成13年）  |                     |                     | 303                 | [ 利用客数 2 ]      |
| 2002年（平成14年）  |                     |                     | 284                 | [ 利用客数 3 ]      |
| 2003年（平成15年）  |                     |                     | 262                 | [ 利用客数 4 ]      |
| 2004年（平成16年）  |                     |                     | 255                 | [ 利用客数 5 ]      |
| 2005年（平成17年）  |                     |                     | 244                 | [ 利用客数 6 ]      |
| 2006年（平成18年）  |                     |                     | 234                 | [ 利用客数 7 ]      |
| 2007年（平成19年）  |                     |                     | 211                 | [ 利用客数 8 ]      |
| 2008年（平成20年）  |                     |                     | 221                 | [ 利用客数 9 ]      |
| 2009年（平成21年）  |                     |                     | 212                 | [ 利用客数 10 ]     |
| 2010年（平成22年）  |                     |                     | 189                 | [ 利用客数 11 ]     |
| 2011年（平成23年）  |                     |                     | 170                 | [ 利用客数 12 ]     |
| 2012年（平成24年）  | 31                  | 149                 | 180                 | [ 利用客数 13 ]     |
| 2013年（平成25年）  | 32                  | 150                 | 182                 | [ 利用客数 14 ]     |
| 2014年（平成26年）  | 31                  | 142                 | 173                 | [ 利用客数 15 ]     |
| 2015年（平成27年）  | 29                  | 147                 | 177                 | [ 利用客数 16 ]     |
| 2016年（平成28年）  | 27                  | 143                 | 170                 | [ 利用客数 17 ]     |
| 2017年（平成29年）  | 26                  | 146                 | 173                 | [ 利用客数 18 ]     |
| 2018年（平成30年）  | 24                  | 149                 | 174                 | [ 利用客数 19 ]     |
| 2019年（令和元年）  | 21                  | 145                 | 166                 | [ 利用客数 20 ]     |
| 2020年（令和02年）  | 16                  | 133                 | 149                 | [ 利用客数 21 ]     |
| 2021年（令和03年）  | 18                  | 129                 | 147                 | [ 利用客数 22 ]     |
| 2022年（令和04年）  | 18                  | 119                 | 138                 | [ 利用客数 23 ]     |
| 2023年（令和05年）  | 18                  | 125                 | 144                 | [ 利用客数 1 ]      |

## 駅周辺

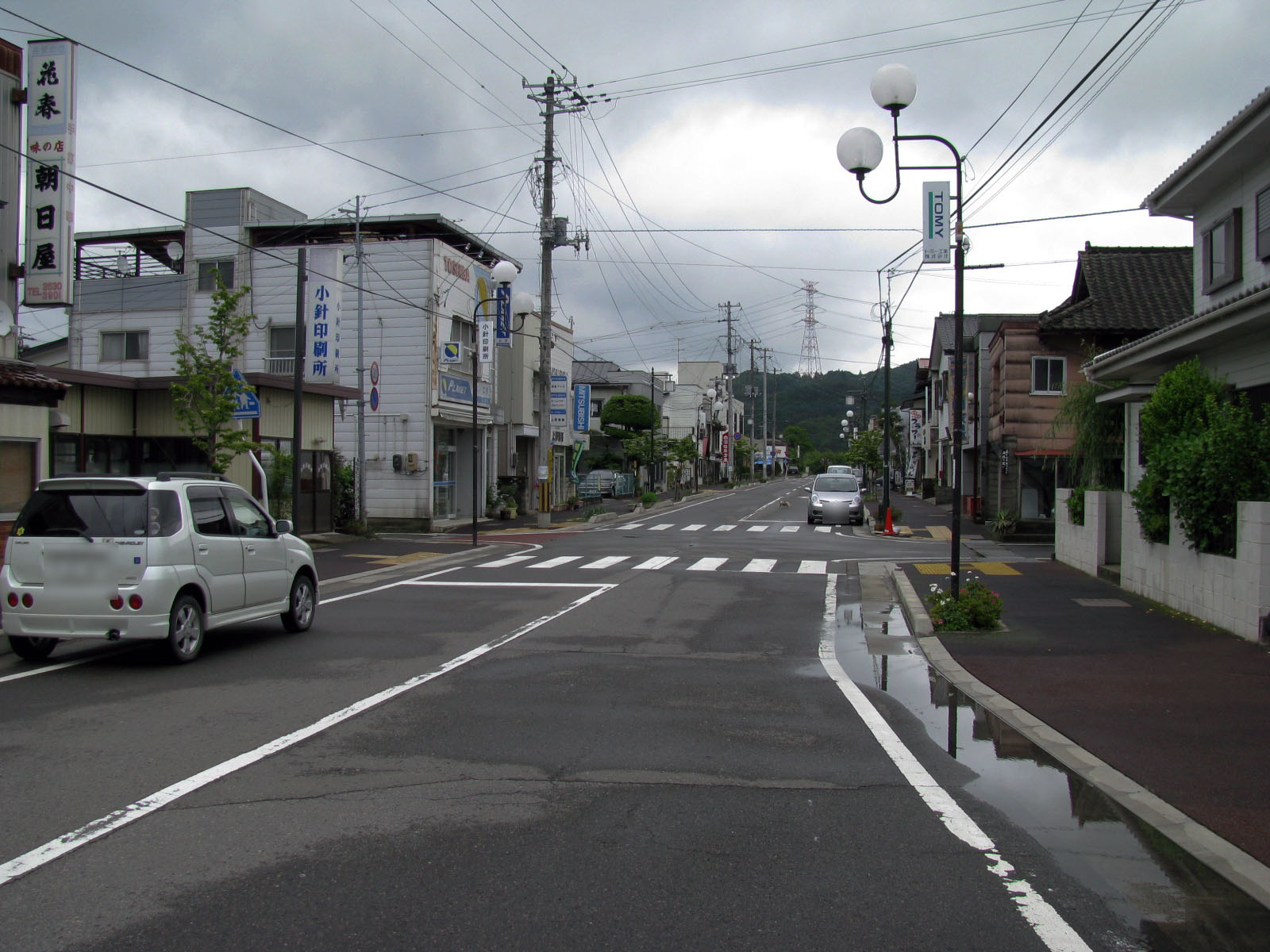
駅前

- 国道118号
- 福島県道178号磐城浅川停車場線
- 福島県道276号浅川古殿線
- 福島県道277号社田浅川線
- 浅川町役場
- 浅川郵便局

## 隣の駅
東日本旅客鉄道（JR東日本）
■水郡線
磐城棚倉駅 - 磐城浅川駅 - 里白石駅

### 記事本文
1. 1 2 3 4 5  石野哲（編）『停車場変遷大事典 国鉄・JR編 Ⅱ』（初版）JTB、1998年10月1日、442頁。ISBN 978-4-533-02980-6。
2. ↑  “ステーションライブラリー”.   水郡線活性化対策協議会. 2021年1月21日時点のオリジナルよりアーカイブ。2024年11月20日閲覧。
3. ↑  「「通報」●水郡線常陸青柳駅ほか13駅の駅員無配置について（旅客局）」『鉄道公報』日本国有鉄道総裁室文書課、1983年6月1日、2面。
4. ↑  「日本国有鉄道公示第35号」『官報』第16896号1983年6月1日。

### 利用状況
1. 1 2  “各駅の乗車人員（2023年度）”.   東日本旅客鉄道. 2024年7月21日閲覧。
2. ↑  “各駅の乗車人員（2001年度）”.   東日本旅客鉄道. 2019年3月1日閲覧。
3. ↑  “各駅の乗車人員（2002年度）”.   東日本旅客鉄道. 2019年3月1日閲覧。
4. ↑  “各駅の乗車人員（2003年度）”.   東日本旅客鉄道. 2019年3月1日閲覧。
5. ↑  “各駅の乗車人員（2004年度）”.   東日本旅客鉄道. 2019年3月1日閲覧。
6. ↑  “各駅の乗車人員（2005年度）”.   東日本旅客鉄道. 2019年3月1日閲覧。
7. ↑  “各駅の乗車人員（2006年度）”.   東日本旅客鉄道. 2019年3月1日閲覧。
8. ↑  “各駅の乗車人員（2007年度）”.   東日本旅客鉄道. 2019年3月1日閲覧。
9. ↑  “各駅の乗車人員（2008年度）”.   東日本旅客鉄道. 2019年3月1日閲覧。
10. ↑  “各駅の乗車人員（2009年度）”.   東日本旅客鉄道. 2019年3月1日閲覧。
11. ↑  “各駅の乗車人員（2010年度）”.   東日本旅客鉄道. 2019年3月1日閲覧。
12. ↑  “各駅の乗車人員（2011年度）”.   東日本旅客鉄道. 2019年3月1日閲覧。
13. ↑  “各駅の乗車人員（2012年度）”.   東日本旅客鉄道. 2019年3月1日閲覧。
14. ↑  “各駅の乗車人員（2013年度）”.   東日本旅客鉄道. 2019年3月1日閲覧。
15. ↑  “各駅の乗車人員（2014年度）”.   東日本旅客鉄道. 2019年3月1日閲覧。
16. ↑  “各駅の乗車人員（2015年度）”.   東日本旅客鉄道. 2019年3月1日閲覧。
17. ↑  “各駅の乗車人員（2016年度）”.   東日本旅客鉄道. 2019年3月1日閲覧。
18. ↑  “各駅の乗車人員（2017年度）”.   東日本旅客鉄道. 2019年3月1日閲覧。
19. ↑  “各駅の乗車人員（2018年度）”.   東日本旅客鉄道. 2019年7月21日閲覧。
20. ↑  “各駅の乗車人員（2019年度）”.   東日本旅客鉄道. 2020年7月16日閲覧。
21. ↑  “各駅の乗車人員（2020年度）”.   東日本旅客鉄道. 2021年7月28日閲覧。
22. ↑  “各駅の乗車人員（2021年度）”.   東日本旅客鉄道. 2022年8月12日閲覧。
23. ↑  “各駅の乗車人員（2022年度）”.   東日本旅客鉄道. 2023年7月10日閲覧。